# Argleton
Argleton est un lieu-dit fantôme dans le Lancashire, en Angleterre prétendument au sud d'Ormskirk, près de la route A59 (en) ; il est apparu sur Google Maps (Argleton Mayor's Office) mais n'existe pas en réalité.
Depuis son apparition dans la base de données de Google Maps, Argleton est référencé sur plusieurs sites web offrant des prestations locales.
Selon le Sunday Telegraph, Argleton pourrait être un piège à copyright : les éditeurs de cartes ajoutent souvent de fausses rues pour détecter les contrefaçons. Selon le Guardian, il pourrait aussi s'agir d'une simple confusion avec le village voisin d'Aughton.
Cette localité a été retirée de Google Maps depuis.

## Pour approfondir